# Fritz Eisenhuth
Fritz Eisenhuth (* 16. Januar 1912 in Altona-Ottensen; † 4. Mai 1991 in Bernburg) war ein deutscher Agrarwissenschaftler und Professor an der Karl-Marx-Universität Leipzig, der sich insbesondere mit Sonderkulturen beschäftigte.

## Leben

### Familie
Fritz Eisenhuth war der Sohn des Straßenbahnschaffners Karl Eisenhuth und dessen Ehefrau Anna (geb. Ziegler).

### Werdegang
Nach dem Besuch der Mittelschule in Aschersleben, wo Fritz Eisenhuth 1927 die Mittlere Reife erlangte, setzte er seine schulische Ausbildung an der Realschule fort und schloss 1928 mit der Reife für Obersekunda ab.
Seine berufliche Laufbahn begann er mit einer Gärtnerlehre bei der Gebrüder Dippe AG in Quedlinburg, gefolgt von der Gärtnergehilfenprüfung vor der Landwirtschaftskammer in Halle/Saale. Nach dem Abitur am Reform-Real-Gymnasium (siehe Stephaneum) in Aschersleben war er von 1933 bis 1934 Gärtnergehilfe bei der Firma Caumt & Imbach im französischen Angers und absolvierte ein Studium der französischen Sprache an der Universität Angers, das er mit einem Examen zur Lehrerlaubnis für Französisch beendete. Darauf studierte er von 1934 bis 1935 Gartenbau an der Landwirtschaftlichen Hochschule Berlin und erwarb verschiedene Abschlüsse in Chemie und Gartenbau.
Seine wissenschaftliche Karriere nahm 1937 Gestalt an, als er als wissenschaftlicher Angestellter für Pflanzenanalyse am Institut für Chemie der Landwirtschaftlichen Fakultät der Berliner Universität eingestellt wurde und 1939 mit seiner Dissertation über Untersuchungen an Kiefernborke zum Diplom-Chemiker promovierte. Am 17. Oktober 1939 beantragte er die Aufnahme in die NSDAP und wurde zum 1. Dezember desselben Jahres aufgenommen (Mitgliedsnummer 7.299.519), er schloss sich auch der DAF an. Nach seiner Promotion wurde er 1939 als Betriebschemiker bei der Großgaserei Magdeburg-Rothensee dienstverpflichtet und war dort bis 1947 beschäftigt.
1947 kam er in das Institut für angewandte Pflanzenzüchtung Bernburg, Abteilung Pflanzenwirk- und -wertstoffe in der Deutschen Saatzucht-Gesellschaft Berlin, bevor er 1950 Lehrbeauftragter für Arznei- und Gewürzpflanzen an der Martin-Luther-Universität Halle-Wittenberg wurde. 1958 wurde er zum Leiter der Abteilung Biologische Chemie und Züchtung von Heil- und Gewürzpflanzen und Beerenobst am Institut für Pflanzenzüchtung Bernburg bei der Deutschen Akademie der Landwirtschaftswissenschaften zu Berlin (DAL) ernannt.
Seine Habilitation im Jahr 1957 an der Landwirtschaftlich-Gärtnerischen Fakultät der Humboldt-Universität zu Berlin widmete sich den Themen Qualitätsforschung und Leistungsfragen bei Valeriana officinalis. Diese Arbeit unterstrich seine Expertise im Bereich der Sonderkulturen.
Von 1958 bis 1959 hatte er einen Lehrauftrag für Heil- und Gewürzpflanzenzüchtung an der Landwirtschaftlich-Gärtnerischen Fakultät der Karl-Marx-Universität Leipzig. Seine Ernennung zum Professor mit Lehrauftrag für Sonderkulturen an der Landwirtschaftlichen Fakultät der Karl-Marx-Universität Leipzig erfolgte am 1. Oktober 1959 und er wurde 1964 zum Professor mit vollem Lehrauftrag für das Fachgebiet Sonderkulturen an der Landwirtschaftlichen Fakultät der Karl-Marx-Universität Leipzig ernannt. In dieser Position war er bis zu seiner Emeritierung tätig. Am 1. August 1966 wurde er von den Pflichten als Professor mit vollem Lehrauftrag entbunden und emeritiert.
Neben seiner Lehrtätigkeit übernahm Fritz Eisenhuth auch administrative Aufgaben und war von 1960 bis 1966 Direktor des Instituts für Sonderkulturen. Er war aktiv in verschiedenen Organisationen und Verbänden, unter anderem als Mitglied des Zentralvorstandes des Verbands der Kleingärtner, Siedler und Kleintierzüchter (VKSK) von 1952 bis 1966.

## Ehrungen und Auszeichnungen
Fritz Eisenhuth wurde 1959 mit der Goldenen Ehrennadel des VKSK ausgezeichnet.

## Schriften (Auswahl)
- Erich Lehmann; Fritz Eisenhuth: Untersuchungen an Kiefernborke. Teil I. In: Berichte der Deutschen. Chemischen Gesellschaft, 72. Jg. (1939) Nr. 5, S. 1003–1011.
- Erich Lehmann; Fritz Eisenhuth: Untersuchungen an Kiefernborke. Teil II. In: Berichte der Deutschen Chemischen Gesellschaft, 72. Jg. (1939) Nr. 5, S. 1657–1663.
- Eine Datura stramonium - Neuzucht mit hoher Ertragsleistung. In: Die Pharmazie, 8. Jg. (1953) H. 8, S. 682–687.
- Fritz Eisenhuth; H. Eulner; W. Kaiser: Zur Prüfung von Beruhigungsmitteln im Tierversuch. In: Wissenschaftliche Zeitschrift/Martin-Luther-Universität, Halle-Wittenberg, Mathematisch-naturwissenschaftliche Reihe, 4. Jg. (1954/55) H. 3, S. 423–427.
- Untersuchungen über die Modifikation der Leistung und der Qualität bei Valeriana officinalis durch Anbautechnik und Standort. In: Die Pharmazie, 10. Jg. (1955) H. 8, S. 501–506.
- Qualitätsforschung und Leistungsfragen bei Valeriana officinalis. In: Die Pharmazie, 11. Jg. (1956) H. 5, S. 271–286.
- Anbauerträge bei Valeriana officinalis. In: Die Pharmazie, 12. Jg. (1957) H. 2, S. 104–105.
- Qualitätsermittlung an Erdbeersorten und ihre Ertragsleistung auf schwerem Boden am Rande des Harzer Regenschattengebietes. In. Archiv für Gartenbau, Bd. 5 (1957) H. 6, S. 467–503.
- Die Beerenobstzüchtung im Institut für Pflanzenzüchtung Bernburg. In: Der Deutsche Gartenbau, 5. Jg. (1958) H. 6, S. 156–158.
- Lehre und Forschung im Arznei- und Gewürzpflanzenanbau der DDR. In: Wissenschaftliche Zeitschrift/Martin-Luther-Universität, Halle-Wittenberg, Mathematisch-naturwissenschaftliche Reihe, 12. Jg. (1963) H. 2, S. 367–368.
- Wechselwirkungen zwischen Ertrag und Qualität beim Gemeinschaftsanbau des Kümmels mit verschiedenen Deckfruchtkulturen. In: Wissenschaftliche Zeitschrift/Martin-Luther-Universität, Halle-Wittenberg, Mathematisch-naturwissenschaftliche Reihe, 12. Jg. (1963) H. 2, S. 393–395.
- Die bisherige Entwicklung des Qualitätsproblems landwirtschaftlicher Erzeugnisse unter besonderer Berücksichtigung der Arznei- und Gewürzpflanzen. In: Wissenschaftliche Zeitschrift/Martin-Luther-Universität, Halle-Wittenberg, Mathematisch-naturwissenschaftliche Reihe, 13. Jg. (1964) H. 1, S. 105–108.